# Georg Karl Fröhlich
Georg Karl Fröhlich (* 15. Oktober 1875 in Marjoß; † nach 1933) war ein deutscher Politiker und Abgeordneter des Provinziallandtages der preußischen Provinz Hessen-Nassau.

## Leben
Georg Karl Fröhlich war der Sohn des Weißbinders Johannes Fröhlich und dessen Gemahlin Elisabetha Schlauch. Er betrieb in seinem Heimatort eine Landwirtschaft, betätigte sich politisch und trat zum 1. November 1929 in die NSDAP (Mitgliedsnummer 169.016) ein. Er war Ortsgruppenleiter und erhielt 1933 in indirekter Wahl ein Mandat für den Kurhessischen Kommunallandtag des Regierungsbezirks Kassel. Aus dessen Mitte wurde er zum Abgeordneten des Provinziallandtages der Provinz Hessen-Nassau bestimmt.